# Michèle Bjørn-Andersen
Michèle Bjørn-Andersen, född 10 augusti 1954, är en dansk skådespelare.
Bjørn-Andersen studerade vid Århus Teaters elevskola 1977-1980.

## Filmografi (urval)
- 2000 - Bornholms eko
- 1994 - Pigen med de grønne øjne
- 1994 - Drengen der gik baglæns
- 1990 - Springflod